# Lucas Ier d'Erzeroum
Lucas d'Erzeroum ou de Karin ou Ghoukas Ier Karnec‘i (en arménien Ղուկաս Ա Կարնեցի ; mort  le 28 décembre 1799) est Catholicos de l'Église apostolique arménienne de 1780 à 1799.

## Biographie
Lucas ou Ghoukas, originaire  de la région d’Erzeroum, est élu Catholicos le 2 août 1780. Il intervient  auprès de Catherine II de Russie et ensuite auprès de son fils et successeur, Paul Ier pour demander la protection de l’Empire russe. Il est toutefois assez habile pour maintenir de bonnes relations avec l’Iran et l’Empire ottoman.
Le 15 octobre 1799, Lucas Ier désigne Hosvep Arghouthian, l'archevêque des Arméniens de Russie, comme successeur avant de mourir le 28 décembre suivant.

## Source
- (en) Georges A. Bournoutian, Russia and the Armenians of Transcaucasia 1797-1889, Mazda Publishers, 1998  (ISBN 1568590687), p. 518.